# Bocce ai XVII Giochi dei piccoli stati d'Europa
Le competizioni di bocce ai XVII Giochi dei piccoli stati d'Europa si sono svolte dal 30 maggio al 31 maggio 2017.

## Podi

### Maschile
| Evento           | Oro                | Argento          | Bronzo               |
| Raffa singolo    | Enrico Dall'Olmo   | Jacopo Frisoni   | David Ferrugia       |
| Pétanque singolo | Cincinnato Martire | Claudio Contradi | Federic Breton Marin |
| Volo singolo     | Miroslav Petkovic  | Florian Valeri   | Uro Milanovic        |
| Raffa doppio     | San Marino         | Malta            | Liechtenstein        |
| Pétanque doppio  | Lussemburgo        | Andorra          | Monaco               |
| Volo doppio      | Montenegro         | Monaco           | Lussemburgo          |

### Femminile
| Evento           | Oro              | Argento            | Bronzo      |
| Pétanque singolo | Nadia Fiorentini | Marie-Laurie Sanna | Aline Monge |

## Medagliere
| #      | Nazione       | Oro | Argento | Bronzo | Totale |
| ------ | ------------- | --- | ------- | ------ | ------ |
| 1      | Lussemburgo   | 2   | 2       | 0      | 4      |
| 2      | San Marino    | 2   | 1       | 0      | 3      |
| 3      | Montenegro    | 2   | 0       | 1      | 3      |
| 4      | Monaco        | 1   | 1       | 3      | 5      |
| 5      | Andorra       | 0   | 1       | 1      | 2      |
| 6      | Liechtenstein | 0   | 1       | 0      | 1      |
| 7      | Malta         | 0   | 0       | 2      | 2      |
| Totale | Totale        | 7   | 7       | 7      | 21     |